# Je demande une solution
Pour plus de détails, voir Fiche technique et Distribution.
Je demande une solution (Orido Hallane) est un film égyptien de Saïd Marzouk sorti en 1975. Une autre traduction française du titre, également rencontrée, est : Je veux une solution ou encore Où est l'issue. Ce film a conduit le pouvoir égyptien à faire évoluer les lois sur le divorce dans ce pays.

## Synopsis
Dourria est une femme en conflit constant avec son mari. Quand elle demande le divorce, son mari n'accepte pas de se faire rejeter et refuse ce divorce.
L'instance de divorce prend trop de temps devant la justice. Dourria essaie par tous les moyens de convaincre le juge que la vie n'est plus possible avec un mari négligent et violent, pendant que son mari, de son côté, utilise son pouvoir pour empêcher le divorce et lui inflige des humiliations.
Pendant ce temps, Dourria tombe amoureuse de l'amie de son frère, qui la soutient dans le labyrinthe de la justice égyptienne. 
Elle découvre graduellement qu'elle a peu de chance de gagner et que les procès pour divorce ne sont jamais en faveur des femmes.
Son mari réussit finalement à corrompre des gens pour qu'ils témoignent de l'infidélité de sa femme. Dourria perd le procès et revient au point de départ,.

## Impact du film
Pour préparer la réalisation, Said Marzouk a observé dans les palais de justice égyptiens, pendant plusieurs semaines, des cas réels de procédures judiciaires de divorce. Le thème du film a suscité beaucoup d'intérêt. Ce long métrage est considéré comme l'un des rares à avoir influencé les lois égyptiennes. L'épouse du président Anouar El-Sadate, Jihane el-Sadate, aurait été sensible au récit, et aurait encouragé son mari à faire évoluer la loi, qui datait de l'entre-deux-guerres et faisait débat. Selon Jean-Pierre Péroncel-Hugoz, si le film explicitait les difficultés rencontrées par les femmes voulant divorcer, « les réflexions lancées par l'assistance [les spectateurs du film dans les salles] révélaient le farouche attachement des mâles égyptiens à leurs privilèges ». La loi de 1979 sur le statut personnel des femmes, connue également sous le nom de Loi Jihane, a ajouté des articles stipulant le droit de l'épouse au divorce, même si aucune des parties ne prouvent pas la culpabilité de l'autre (le droit de répudiation existait déjà pour les hommes, mais pas l'inverse). Déclaré anticonstitutionnelle en 1985, parce que le président l'avait promulguée par décret sans la présenter au Parlement, elle est remplacée en 1985 par une loi très similaire. Elle vient préparer le terrain  à la loi de 2000 sur les khul', qui accorde aux femmes le droit d'exiger un divorce, même «sans faute» démontrée, à condition qu'elles perdent leur droit à leur pension alimentaire et à leur dot,.
D'un point de vue cinématographique, Ismail Fayed, qui écrit en 2017 sur ce film sorti en salle en 1975, « les prises de vue dans le palais de justice labyrinthique, que Marzouk a filmé sur place, sont l'une des caractéristiques les plus remarquables [...]  La caméra se faufile dans les couloirs sombres de la cour, descend et monte son escalier en spirale », réussissant à traduire visuellement ce que peut ressentir le principal personnage féminin, interprété par Faten Hamama. Par contre, écrit-il, « le dialogue est parfois à la limite du didactique, et la musique est mélodramatique. Mis à part Doreya et Medhat, les personnages sont peu développés et se traduisent principalement par des performances symboliques ».

## Fiche technique
- Titre original : Orido Hallane
- Titre français : Je demande une solution ou Je veux une solution ou Où est l'issue ?[6]
- Producteur : Salah Zulfikar
- Réalisation : Saïd Marzouk
- Scénario : Faten Hamama, Saïd Marzouk, Hosn Shah et Saad El-Din Wahbah
- Photographie : Mustafa Imam
- Musique : Gamal Salama
- Genre : drame
- Pays d'origine : Égypte
- Format : Couleur
- Durée : 115 min
- Date de sortie : 1975

## Distribution
- Faten Hamama : Dourria[7]
- Rushdy Abaza : Medhat, le mari
- Amina Rizk : la femme du frère